# Ford Flex
De Ford Flex is een grote cross-over van Ford voor de Noord-Amerikaanse markt.

## Eerste generatie (2009-2012)
De eerste generatie Ford Flex werd in 2009 op de markt gebracht als de opvolger van de Ford Freestar en Ford Taurus X. Gezien de lage verkoopcijfers is de Ford Flex tot op heden geen commercieel succes. Deze generatie wordt ook verkocht in een luxe-uitvoering als de Lincoln MKT.
Verkoopcijfers:
- 2000: 14.457
- 2001: 38.717
- 2002: 34.227
- 2003: 27.428

## Tweede generatie (2013-2019)
De tweede generatie Ford Flex werd in 2013 op de markt gebracht en is een revisie van de eerste generatie.